# Blattella subvittata
Blattella subvittata är en kackerlacksart som beskrevs av Morgan Hebard 1929. Blattella subvittata ingår i släktet Blattella och familjen småkackerlackor. Inga underarter finns listade.